# 12-Stunden-Rennen von Sebring 2007

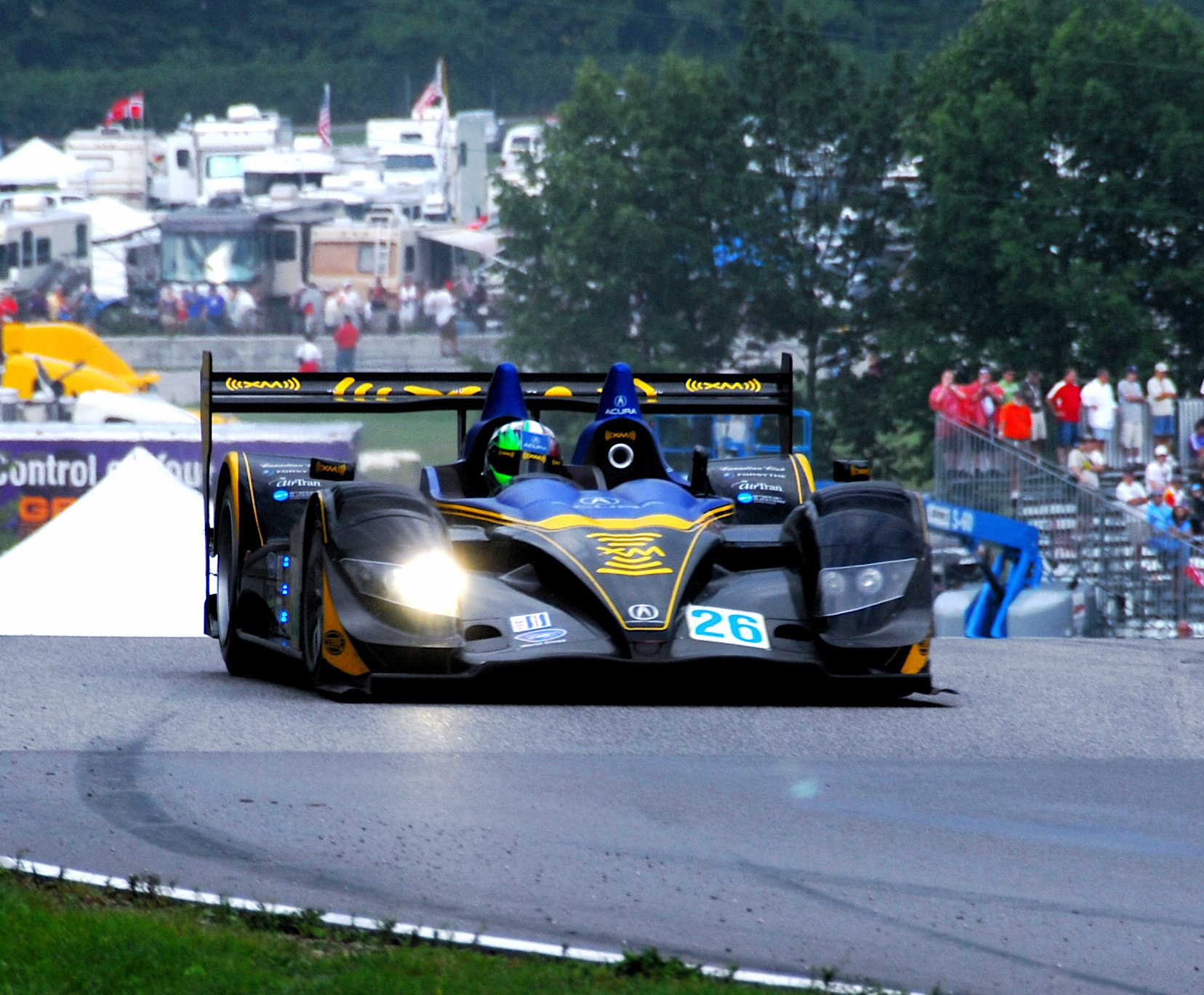
Acura ARX-01a von Andretti Green Racing – hier beim 4-Stunden-Rennen von Road America 2007 – wurde von Marino Franchitti, Tony Kanaan und Bryan Herta an die zweite Stelle der Gesamtwertung gefahren

Das 55. 12-Stunden-Rennen von Sebring, auch The 55th Annual Mobil 1 Twelve Hours of Sebring, Sebring International Raceway, fand am 17. März 2007 auf dem Sebring International Raceway statt und war der erste Wertungslauf der ALMS-Saison 2007.

## Das Rennen
Nach dem Erfolg beim Debütrennen des Audi R10 TDI im Vorjahr mussten am Fahrzeug für die Saison 2007 einige Änderungen vorgenommen werden. Der Tankinhalt musste laut Reglement um 10 % reduziert werden; das Tankvolumen sank hierdurch von 90 auf 81 Liter. Dies geschah, um den um 10 % höheren Brennwert des Dieseltreibstoffs gegenüber Rennbenzin zu berücksichtigen. Dennoch war der R10 TDI das klar überlegene Fahrzeug. Frank Biela, Emanuele Pirro und Marco Werner gewannen mit deutlichem Vorsprung.
Wie im Vorjahr kam das zweitplatzierte Fahrzeug der Gesamtwertung aus der LMP2-Klasse. Der Acura ARX-01a, den Michael Andretti für sein Team meldete, wurde von Marino Franchitti, Tony Kanaan und Bryan Herta gefahren und hatte sechs Runden Rückstand auf den siegreichen Audi.
Die GT1-Klasse gewann Corvette Racing mit der Corvette C6.R und den Fahrern Oliver Gavin, Olivier Beretta und Massimiliano Papis. Die kleine GT-Klasse, die GT2, endete mit dem Erfolg von Jaime Melo, Mika Salo und Johnny Mowlem auf einem Ferrari F430 GT.

## Ergebnisse

### Schlussklassement
| 1               | LMP1 | 2  | Audi Sport North America     | Frank Biela Emanuele Pirro Marco Werner                   | Audi R10 TDI            | 364 |
| 2               | LMP2 | 26 | Andretti Green Racing Inc.   | Marino Franchitti Tony Kanaan Bryan Herta                 | Acura ARX-01a           | 358 |
| 3               | LMP2 | 15 | Lowe’s Fernandez Racing      | Luis Díaz Adrián Fernández                                | Lola B06/43             | 356 |
| 4               | LMP1 | 1T | Audi Sport North America     | Rinaldo Capello Tom Kristensen Allan McNish               | Audi R10 TDI            | 353 |
| 5               | LMP2 | 7  | Penske Racing                | Timo Bernhard Romain Dumas Hélio Castroneves              | Porsche RS Spyder       | 351 |
| 6               | LMP2 | 9  | Highcroft Racing             | David Brabham Stefan Johansson Duncan Dayton              | Acura ARX-01a           | 346 |
| 7               | GT1  | 4  | Corvette Racing              | Oliver Gavin Olivier Beretta Massimiliano Papis           | Chevrolet Corvette C6.R | 341 |
| 8               | GT1  | 3  | Corvette Racing              | Ron Fellows Johnny O’Connell Jan Magnussen                | Chevrolet Corvette C6.R | 341 |
| 9               | LMP2 | 16 | Dyson Racing Team            | Andy Wallace Butch Leitzinger Andy Lally                  | Porsche RS Spyder       | 340 |
| 10              | LMP2 | 20 | Dyson Racing Team            | Chris Dyson Guy Smith                                     | Porsche RS Spyder       | 333 |
| 11              | GT1  | 63 | Team Modena                  | Antonio García Darren Turner Liz Halliday                 | Aston Martin DBR9       | 331 |
| 12              | GT2  | 62 | Risi Competizione            | Jaime Melo Mika Salo Johnny Mowlem                        | Ferrari F430 GT         | 330 |
| 13              | GT2  | 45 | Flying Lizard Motorsports    | Jörg Bergmeister Johannes van Overbeek Marc Lieb          | Porsche 997 GT3 RSR     | 330 |
| 14              | LMP1 | 37 | Intersport Racing            | Richard Berry Clint Field Jon Field                       | Creation CA06/H         | 325 |
| 15              | GT2  | 71 | Tafel Racing                 | Wolf Henzler Robin Liddell Patrick Long                   | Porsche 997 GT3 RSR     | 322 |
| 16              | GT2  | 82 | Farnbacher Loles Motorsports | Dirk Werner Pierre Ehret Lars-Erik Nielsen                | Porsche 997 GT3 RSR     | 316 |
| 17              | GT2  | 73 | Tafel Racing                 | Dominik Farnbacher Jim Tafel Ian James                    | Porsche 997 GT3 RSR     | 314 |
| 18              | GT2  | 18 | Rahal Letterman Racing       | Ralf Kelleners Tommy Milner Graham Rahal                  | Porsche 997 GT3 RSR     | 313 |
| 19              | GT2  | 24 | JMB Racing                   | Joe Macari Ben Aucott Rob Wilson                          | Ferrari F430 GT         | 305 |
| 20              | LMP1 | 12 | Autocon Motorsports          | Chris McMurry Bryan Willman Michael Lewis                 | MG-Lola EX257           | 303 |
| 21              | LMP2 | 6  | Penske Racing                | Sascha Maassen Emmanuel Collard Ryan Briscoe              | Porsche RS Spyder       | 297 |
| 22              | GT2  | 61 | Risi Competizione            | Niclas Jönsson Colin Braun Tracy Krohn                    | Ferrari F430 GT         | 290 |
| 23              | GT2  | 86 | Spyker Squadron              | Peter Kox Jaroslav Janiš                                  | Spyker C8               | 286 |
| 24              | GT2  | 22 | Panoz Team PTG               | Scott Maxwell Bryan Sellers Ross Smith                    | Panoz Esperante GT-LM   | 270 |
| 25              | GT2  | 44 | Flying Lizard Motorsports    | Darren Law Seth Neiman Lonnie Pechnik                     | Porsche 997 GT3 RSR     | 268 |
| 26              | LMP2 | 8  | B-K Motorsports              | Ben Devlin James Bach Raphael Matos                       | Lola B07/40             | 224 |
| Ausgefallen     |      |    |                              |                                                           |                         |     |
| 27              | LMP2 | 27 | Horag Racing                 | Didier Theys Fredy Lienhard Eric van de Poele             | Lola B05/40             | 307 |
| 28              | GT2  | 31 | Petersen White Lightning     | Tomáš Enge Tim Bergmeister                                | Ferrari F430 GT         | 300 |
| 29              | GT2  | 21 | Panoz Team PTG               | Joey Hand Bill Auberlen Tom Kimber-Smith                  | Panoz Esperante GT-LM   | 275 |
| 30              | GT2  | 10 | Konrad Motorsport            | Luciano da Silva Philip Collin Antônio de Azevedo Hermann | Porsche 996 GT3-RSR     | 252 |
| 31              | GT2  | 54 | Team Trans Sport Racing      | Terry Borcheller Marc Basseng Tim Pappas                  | Porsche 997 GT3 RSR     | 235 |
| 32              | GT2  | 32 | Corsa White Lightning        | Maurizio Mediani Rui Águas José María López               | Ferrari F430 GT         | 206 |
| 33              | GT2  | 77 | Autoracing Club Bratislava   | Miroslav Konôpka Bo McCormick Mauro Casadei               | Porsche 996 GT3-R       | 129 |
| 34              | GT2  | 53 | Robertson Racing LLC         | Arie Luyendyk junior David Robertson Andrea Robertson     | Panoz Esperante GT-LM   | 64  |
| Nicht gestartet |      |    |                              |                                                           |                         |     |
| 35              | LMP1 | 1  | Audi Sport North America     |                                                           | Audi R10 TDI            | 1   |

1 Unfall im Training

### Nur in der Meldeliste
Zu diesem Rennen sind keine weiteren Meldungen bekannt.

### Klassensieger
| Klasse | Fahrer            | Fahrer          | Fahrer             | Fahrzeug                | Platzierung im Gesamtklassement |
| ------ | ----------------- | --------------- | ------------------ | ----------------------- | ------------------------------- |
| LMP1   | Frank Biela       | Emanuele Pirro  | Marco Werner       | Audi R10 TDI            | Gesamtsieg                      |
| LMP2   | Marino Franchitti | Tony Kanaan     | Bryan Herta        | Acura ARX-01a           | Rang 2                          |
| GT1    | Oliver Gavin      | Olivier Beretta | Massimiliano Papis | Chevrolet Corvette C6.R | Rang 7                          |
| GT2    | Jaime Melo        | Mika Salo       | Johnny Mowlem      | Ferrari F430 GT         | Rang 12                         |

### Renndaten
- Gemeldet: 35
- Gestartet: 34
- Gewertet: 26
- Rennklassen: 4
- Zuschauer: unbekannt
- Wetter am Renntag: unbekannt
- Streckenlänge: 5,955 km
- Fahrzeit des Siegerteams: 12:01:14,838 Stunden
- Gesamtrunden des Siegerteams: 364
- Gesamtdistanz des Siegerteams: 2167,465 km
- Siegerschnitt: 180,309 km/h
- Pole Position: Marco Werner – Audi R10 TDI (#2) – 1:44,974 – 204,208 km/h
- Schnellste Rennrunde: Tom Kristensen – Audi R10 TDI (#1T) – 1:46,634 – 201,028 km/h
- Rennserie: 1. Lauf zur ALMS-Saison 2007